# Liste der Einträge im National Register of Historic Places im Webb County
Die Liste der Registered Historic Places im Webb County führt alle Bauwerke und historischen Stätten im texanischen Webb County auf, die in das National Register of Historic Places aufgenommen wurden.

## Aktuelle Einträge
| Lfd. Nr. | Name                                                | Bild | Datum der Eintragung | Adresse/Lage                                                              | Ort          | ID-Nr.   | Beschreibung |
| -------- | --------------------------------------------------- | ---- | -------------------- | ------------------------------------------------------------------------- | ------------ | -------- | ------------ |
| 1        | Barrio Azteca Historic District                     |      | 21. Mai 2003         | Roughly bounded by I-35, Matamoros St., Arroyo Zacate, and the Rio Grande | Laredo       | 03000431 |              |
| 2        | Fort McIntosh                                       |      | 25. Juni 1975        | Laredo Junior College campus                                              | Laredo       | 75002011 |              |
| 3        | Hamilton Hotel                                      |      | 14. Apr. 1992        | 815 Salinas St.                                                           | Laredo       | 92000363 |              |
| 4        | Laredo US Post Office, Courthouse and Custom House  |      | 18. Mai 2001         | 1300 Matamoros                                                            | Laredo       | 01000516 |              |
| 5        | Los Ojuelos                                         |      | 22. Dez. 1976        | 2.5 mi. S of Mirando City on SR 649                                       | Mirando City | 76002084 |              |
| 6        | San Augustin de Laredo Historic District            |      | 19. Sep. 1973        | Roughly bounded by Grant and Water Sts., Convent and San Bernardino Aves. | Laredo       | 73001983 |              |
| 9        | San Jose de Palafox Historic/Archeological District |      | 24. Juli 1973        | Address Restricted                                                        | Laredo       | 73001984 |              |
| 10       | Webb County Courthouse                              |      | 4. Mai 1981          | 1000 Houston St.                                                          | Laredo       | 81000635 |              |